# Les Valls de Valira
Les Valls de Valira ist eine Gemeinde (municipi) mit 810 Einwohnern (Stand: 2024) in der Provinz Lleida in der Autonomen Region Katalonien. Zur Gemeinde gehören die 15 Dörfer Anserall, Arcabell, Arduix, Argolell, Ars, Asnurri, Baixos de Calbinyà, Bescarán, Calbinyà, Civis, Farga de Moles, Os de Civís, Sant Antoni, Sant Joan Fumat und Sant Pere.

## Lage
Die von den bewaldeten Bergen der südlichen Pyrenäen eingerahmten Orte der Gemeinde liegen in Höhen von etwa 700 bis 1150 Meter ü. d. M. im Nordwesten Kataloniens nahe der Grenze zu Andorra. Einige Berggipfel wie der El Monturull erreichen Höhen von über 2000 Metern. Teile des Gemeindegebiets werden vom Riu Valira durchflossen.

## Bevölkerungsentwicklung
| Jahr      | 1970 | 1981 | 1990 | 2001 | 2011 |
| Einwohner | 851  | 765  | 818  | 739  | 907  |

Noch in der Mitte des 19. Jahrhunderts hatten die ehemals selbständigen Dörfer zusammengerechnet um die 2.000 Einwohner. Die Mechanisierung der Landwirtschaft und der damit einhergehende Verlust von Arbeitsplätzen führten seitdem zu einem Bevölkerungsrückgang.

## Wirtschaft
Früher lebten die Einwohner hauptsächlich als Selbstversorger von der Milchwirtschaft und der Käseherstellung. Inzwischen sind viele leerstehende Häuser zu Ferienwohnungen umgebaut worden.

## Geschichte
Im Mittelalter gehörten weite Teile des heutigen Gemeindegebiets zur Grundherrschaft der Grafen von Urgell. Die Gemeinde entstand im Jahr 1970 durch den Zusammenschluss von zunächst nur fünf Dörfern (Anserall, Arcabell, Ars, Bescarán und Civis). Im Lauf der Zeit kamen die anderen Dörfer hinzu.

## Sehenswürdigkeiten

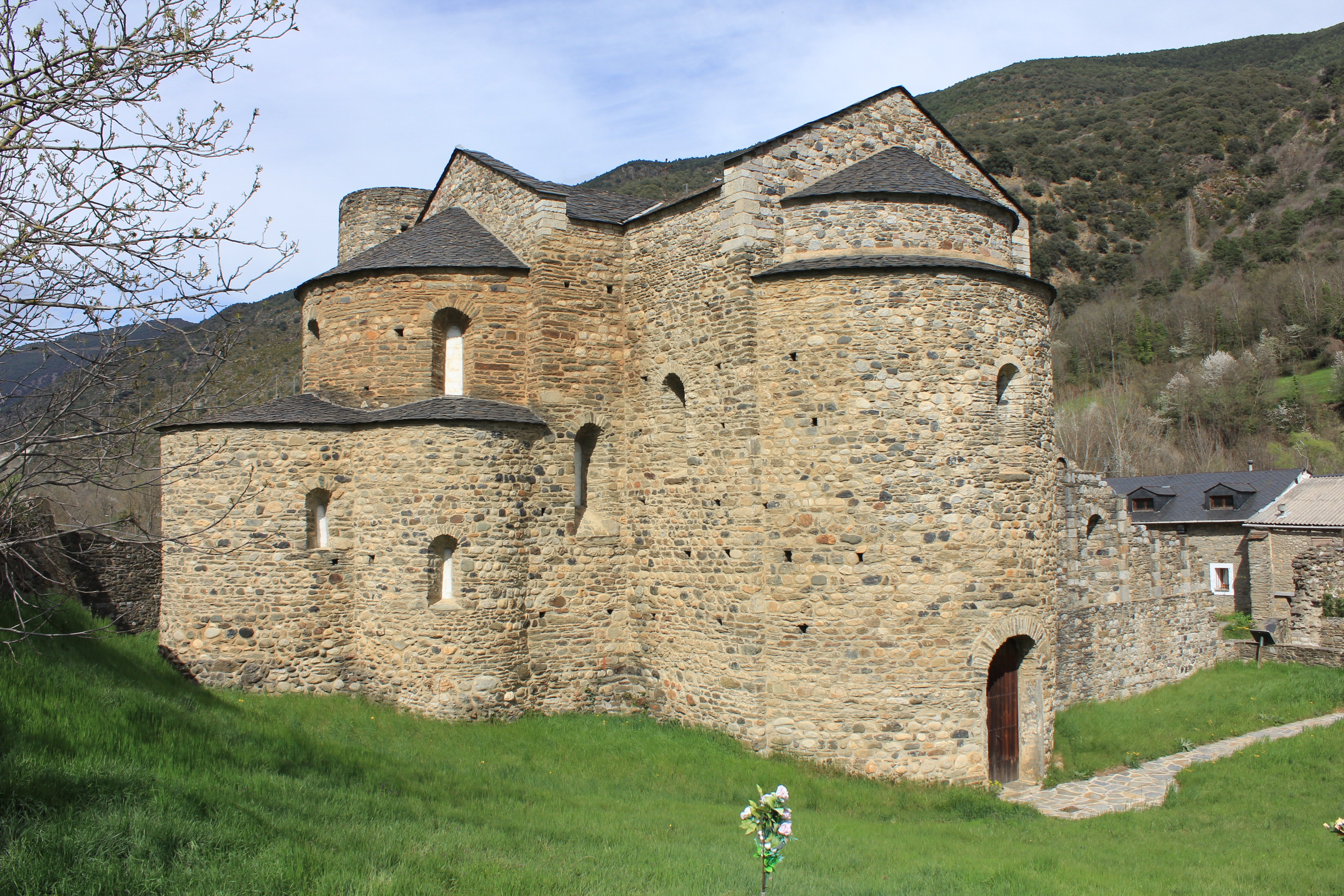
Anserall, Kirchenruine Sant Sadurní de Tavèrnoles

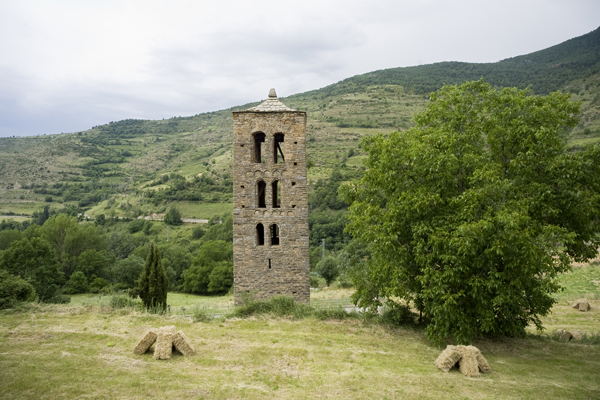
Bescarán, Turm der ehemaligen Kirche Sant Martí

Auf dem Gebiet der Gemeinde stehen mehrere denkmalgeschützte Bauwerke (Béns Culturals d'Interès Nacional oder ... Local):
Anserall
Vom aus Bruchsteinen erbauten Mosteiro Sant Serni de Tavèrnoles sind nur die Ostteile der Kirche (Apsiden und Querhaus) erhalten; vom einschiffigen Langhaus stehen nur noch Mauerreste. Da auch die beiden Querhausarme in Apsiden enden, besteht vielleicht eine Verbindung zur Gruppe der Trikonchos-Kirchen (vgl. Sant Pere de Montgrony).
Argolell
Die einschiffige Pfarrkirche Santa Eugenia ist ein nicht gewölbter Bau aus dem 11. Jahrhundert mit einem hölzernen Dachstuhl und einer rechtwinkligen Apsis. Die Fresken wurden zu Beginn des 20. Jahrhunderts abgenommen und befinden sich im befinden sich im Museu Nacional d’Art de Catalunya (MNAC) in Barcelona.
Ars
Das nur noch etwa 30 Einwohner zählende Dorf Ars beeindruckt durch seine Lage und den Rundturm der Kirche Sant Martí aus dem 12. Jahrhundert.
Asnurri
Die Kirche Santa Eulalia ist ein aus Bruchsteinen gemauerter Bau mit einem Turm auf der Südseite.
Bescarán
Der sich auf quadratischem Grundriss erhebende freistehende Glockenturm (campanar) der heute nicht mehr existierenden Kirche Sant Martí beeindruckt durch seine Höhe und seine sich nach oben mehr und mehr öffnenden Fenster- bzw. Schallöffnungen. 
Civis
Die Kirche Sant Romà ist ebenfalls ein romanischer Bau des 12. Jahrhunderts.